# Forstinning
Forstinning település Németországban, azon belül Bajorországban. Lakosainak száma 3895 fő (2023. december 31.). Forstinning Hohenlinden, Markt Schwaben és Anzing községekkel határos.

## Népesség
A település népessége az elmúlt években az alábbi módon változott:
| Lakosok száma | 738  | 1394 | 2312 | 2638 | 3545 | 3649 | 3710 | 3743 | 3902 | 3895 |
|               | 1875 | 1950 | 1975 | 1987 | 2012 | 2014 | 2016 | 2017 | 2021 | 2023 |